# Sinjsko polje
Sinjsko polje je krško polje u Zagori. Obuhvaća 64 km² plodne zemlje. Leži podno Sinja, s obiju strana Cetine i najveće je polje Zagore. Nalazi se između 295 i 301 mnv.
Sinjsko polje okružuje niz naselja. S lijeve (sjeverne-sjeveroistočne) strane Cetine redom su podkamešnička naselja Gala, Otok, Ovrlja, Udovičić, Ruda, Vrabač, Grab (s naseljem Podi koje se također spušta u polje), Jabuka i Vedrine. Potom dolazi Trilj koji je s obiju strana Cetine i dalje s desne (južne-južnozapadne) strane Cetine redom Košute, Turjaci, Brnaze, Sinj i Glavice, čime se krug zatvara. 
Polje je nekada zimi plavilo. Kad bi se na proljeće povukle vode, u polju su pasla krda goveda i drugog blaga. Danas nema ispaše, a polje je posijano kukuruzom i pšenicom.

## Rijeke
Cetina je najveća rijeka u sinjskom polju. Još je nekoliko potoka i rječica u polju: Kosinac i Ruda (lijevi pritoci), Grab (lijevi pritok Rude) i Ovrlja (desni pritok Rude). S desne strane u Cetinu utječe rječica Goručica.
Donedavno je rijeka Cetina sa svojim pritocima Grabom, Rudom i Ruminom bila bogata plemenitom ukusnom ribom poput autohtone pastrve prepoznatljive po crvenim točkicama, klenom i lipljenom. Fond svih ribljih vrsta se na tom području zadnjih desetljeća smanjio. Stručnjaci razloge tome najviše vide u krivolovu i onečišćenju okoliša, također i melioracijskih zahvata odnosno izgradnje kanalske mreže za navodnjavanje u dalmatinsko-zagorskim krškim poljima.
Cetina ulazi u polje na rubu naselja Obrovca u zaselku Han između Glavica i Gale, a izlazi ispod Trilja, između Čaporica s lijeve i Garduna s desne strane, ulazi u kanjon Cetine i teče prema jugu. Dvije strane polja povezane su s nekoliko mostova preko Cetine, redom nizvodno:  kameni most na Hanu, potom betonski most kod Otoka na lokalitetu Kerep, najveći je most na Trilju, a stotinjak metara ispod njega viseći most.

## Vanjske poveznice
- Turisticka zajednica grada Omiša - službene stranice - Rijeka Cetina  Arhivirana inačica izvorne stranice od 18. veljače 2010. (Wayback Machine)